# Heimiswil
Heimiswil ist eine politische Gemeinde im Verwaltungskreis Emmental des Schweizer Kantons Bern.

## Geographie
Heimiswil liegt auf 615 m ü. M., 3 km östlich der Stadt Burgdorf (Luftlinie). Das Bauerndorf erstreckt sich im Heimiswilgraben, einem östlichen Seitental des Emmentals, im Molassehügelland des höheren Schweizer Mittellandes.
Die Fläche des 23,4 km² grossen Gemeindegebiets umfasst einen Abschnitt Hügellandschaft östlich des Emmentals. Den zentralen Gemeindeteil bildet der vom Fischbach entwässerte Heimiswilgraben, ein charakteristisches Tal im Molassehügelland östlich des Emmentals. Das Haupttal ist rund 6 km lang und mündet oberhalb von Burgdorf ins Emmental. Es weist zahlreiche kurze Seitentäler und Gräben auf, welche von schmalen Hügelkämmen (so genannte Eggen) voneinander getrennt sind. Die Landschaft zeigt oft sehr starke Hangneigungen, was die landwirtschaftliche Bearbeitung dieses Gebietes erschwert. In den höheren Lagen herrschen deshalb Wald und Weideland vor. Die Eggen auf der nordwestlichen und nördlichen Seite des Tales sind durchschnittlich 700 bis 800 m hoch, jene auf der südöstlichen Seite 800 bis 850 m (der Rachisberg erreicht eine Höhe von 852 m ü. M.). Im äussersten Süden reicht der Gemeindebann in einem schmalen Streifen bis an die Emme hinunter.
Nach Nordwesten erstreckt sich der Gemeindeboden über den Kamm der Egg und das Quellgebiet der Ösch bis in das Wynigental, während die nördliche Grenze entlang dem Chänerechbach verläuft. Auch im Osten reicht die Gemeindefläche über die Wasserscheide des Heimiswilgrabens stellenweise bis an den Rüegsbach hinunter. Im Kern des Hügelgebietes befindet sich die Waldhöhe der Lueg nur wenig ausserhalb des Gebietes von Heimiswil. Eine rund 1,2 km² grosse Exklave mit den Höfen Hirsegg und Eich umfasst das Gebiet nordöstlich der Lueg. An deren Nordosthang wird mit 865 m ü. M. der höchste Punkt von Heimiswil erreicht. Von der Gemeindefläche entfielen 1997 4 % auf Siedlungen, 34 % auf Wald und Gehölze und 62 % auf Landwirtschaft.

## Gemeindegliederung
Heimiswil wird in vier Gemeindeteile, sogenannte Viertel und Schulbezirke, gegliedert:
- Dorf im Heimiswilgraben, bestehend aus dem Niederdorf (589 m ü. M.) und dem Oberdorf (614 m ü. M.) von Heimiswil sowie Hoferen (600 m ü. M.) und Rumistal (653 m ü. M.)
- Busswil (643 m ü. M.) im Lochbachtal zwischen der Riedegg und der Höchi
- Berg mit den Weilern Hueb (675 m ü. M.), Wil (669 m ü. M.), Guetisberg (697 m ü. M.), alle am relativ sanft geneigten Nordwesthang der Egg im Quellgebiet der Ösch, Kaltacker (706 m ü. M.) und Färberg (711 m ü. M.)
- Rotenbaum (790 m ü. M.) im Einzugsgebiet des Rüegsbachs mit Vorder Rinderbach (656 m ü. M.), Lueg (838 m ü. M.) und der Exklave Hirsegg (777 m ü. M.)

Daneben gehören zahlreiche Hofgruppen und Einzelhöfe, die weit verstreut in den Tälern und auf den Hügeln liegen, zur Gemeinde. Nachbargemeinden von Heimiswil sind Wynigen, Affoltern im Emmental, Rüegsau, Hasle bei Burgdorf und Burgdorf.

## Bevölkerung
Mit 1631 Einwohnern (Stand 31. Dezember 2023) gehört Heimiswil zu den mittelgrossen Gemeinden des Kantons Bern. Im Jahr 2000 waren von den Bewohnern 98,8 % deutschsprachig, 0,3 % französischsprachig, und 0,2 % sprachen Niederländisch. Im Verlauf des 20. Jahrhunderts sank die Einwohnerzahl durch starke Abwanderung besonders seit 1950 um fast 35 % auf 1543 Personen (2000) ab. Seither wurde wieder ein leichtes Bevölkerungswachstum verzeichnet.
| Bevölkerungsentwicklung | Bevölkerungsentwicklung | Bevölkerungsentwicklung | Bevölkerungsentwicklung | Bevölkerungsentwicklung | Bevölkerungsentwicklung | Bevölkerungsentwicklung | Bevölkerungsentwicklung | Bevölkerungsentwicklung | Bevölkerungsentwicklung | Bevölkerungsentwicklung | Bevölkerungsentwicklung |
| ----------------------- | ----------------------- | ----------------------- | ----------------------- | ----------------------- | ----------------------- | ----------------------- | ----------------------- | ----------------------- | ----------------------- | ----------------------- | ----------------------- |
| Jahr                    | 1764                    | 1850                    | 1880                    | 1900                    | 1930                    | 1950                    | 1980                    | 1990                    | 2000                    | 2010                    | 2023                    |
| Einwohner               | 1187                    | 2357                    | 2340                    | 2094                    | 2212                    | 1670                    | 1660                    | 1543                    | 1618                    | 1636                    | 1631                    |

## Politik
Gemeindepräsident ist seit 2023 Peter Widmer (Unabhängige Wähler Heimiswil) als Nachfolger des wegen der Amtszeitbeschränkung zurücktretenden Hans Ulrich Widmer (SVP).
Die Stimmenanteile der Parteien anlässlich der Nationalratswahl 2023 betrugen: SVP 51,7 % (+4,1 %), SP 9,3 % (+1,6 %), EDU 8,8 % (+3,3 %), Mitte 7,0 % (−4,4 %), GPS 6,5 % (−1,2 %), EVP 5,1 % (+0,1 %), glp 5,0 % (±0,0 %), FDP 2,2 % (−0,2 %).

## Wirtschaft
Heimiswil war bis in die zweite Hälfte des 20. Jahrhunderts ein vorwiegend durch die Landwirtschaft geprägtes Dorf. Noch heute haben die Milchwirtschaft und die Viehzucht sowie der Ackerbau, der Obstbau und die Forstwirtschaft einen wichtigen Stellenwert in der Erwerbsstruktur der Bevölkerung. Weitere Arbeitsplätze sind im lokalen Kleingewerbe und im Dienstleistungssektor vorhanden. In Heimiswil sind heute Betriebe der Holzverarbeitung, des Maschinenbaus (landwirtschaftliche Geräte), des Baugewerbes und mechanische Werkstätten vertreten, es gibt zudem eine Brennerei und eine Brauerei. Viele Erwerbstätige sind auch Wegpendler, die hauptsächlich in der Region Burgdorf arbeiten.

## Verkehr
Die Gemeinde liegt abseits der grösseren Durchgangsachsen an einer Verbindungsstrasse von Burgdorf nach Affoltern im Emmental. Durch einen Postautokurs, welcher die Strecke von Burgdorf auf die Lueg bedient, ist Heimiswil an das Netz des öffentlichen Verkehrs angebunden.

## Geschichte

Luftbild von Walter Mittelholzer (1923)

Die erste urkundliche Erwähnung des Ortes erfolgte 1250 unter dem Namen Heimoltswiler. Später erschienen die Bezeichnungen Heimolswile (1276), Heymolzwile (1327), Hemisswill (1368) und Heimiswil (1456). Der Ortsname geht auf den althochdeutschen Personennamen Heimolt zurück und bedeutet somit beim Gehöft des Heimolt.
Seit dem 13. Jahrhundert gehörte Heimiswil zum eigentlichen Herrschaftsbereich der Grafen von Kyburg. Durch Kauf gelangte das Dorf 1402 an die Stadt Burgdorf und später an deren Vogtei Grasswil. Die Hohe Gerichtsbarkeit ging von den Kyburgern an das bernische Landgericht Ranflüh über, bevor Bern das Dorf im frühen 16. Jahrhundert dem Schultheissenamt Burgdorf zuteilte. Kirchlich wurde Heimiswil seit der Reformation von Oberburg aus betreut. Weil sich im 18. Jahrhundert die Bewegung der Täufer in Heimiswil stark ausgebreitet hatte, beschlossen die Berner Herren die Abtrennung der Kirchgemeinde von Oberburg und die Bildung einer selbständigen Pfarrei, die am 12. Februar 1703 vom Grossen Rat von Bern beschlossen wurde.
Nach dem Zusammenbruch des Ancien Régime (1798) gehörte Heimiswil während der Helvetik zum Distrikt Burgdorf und ab 1803 zum Oberamt Burgdorf, das mit der neuen Kantonsverfassung von 1831 den Status eines Amtsbezirks erhielt.
Im 20. Jahrhundert errichtete der Bund das zentrale Mikrofilmarchiv Heimiswil.

## Sehenswürdigkeiten
Die reformierte Kirche St. Margaretha wurde 1703–04 als barocke Saalkirche auf einem Vorsprung beim Oberdorf errichtet. Der damals erbaute Dachreiter wurde 1813 durch einen mächtigen 48 m hohen Frontturm ersetzt. Im Unterdorf steht das Wirtshaus «Löwen», ein Ständerbau aus dem frühen 19. Jahrhundert. In den beiden Ortskernen und den zahlreichen Weilern sind viele charakteristische Bauernhäuser (Emmentaler Baustil) aus dem 18. und 19. Jahrhundert erhalten. Auf dem Kaltacker befindet sich eine angeblich rund 1000 Jahre alte Eibe, welche auch das Wappen der Gemeinde ziert. Sie wird nach dem gleichnamigen Gehöft Gärstler Eibe genannt. Nach neueren Schätzungen ist sie wohl nur etwa 450 Jahre alt, aber wegen idealer Wuchsbedingungen eine der grössten Eiben der Schweiz (Umfang des Stammes: 6,8 m).